# Штаб-квартира организации

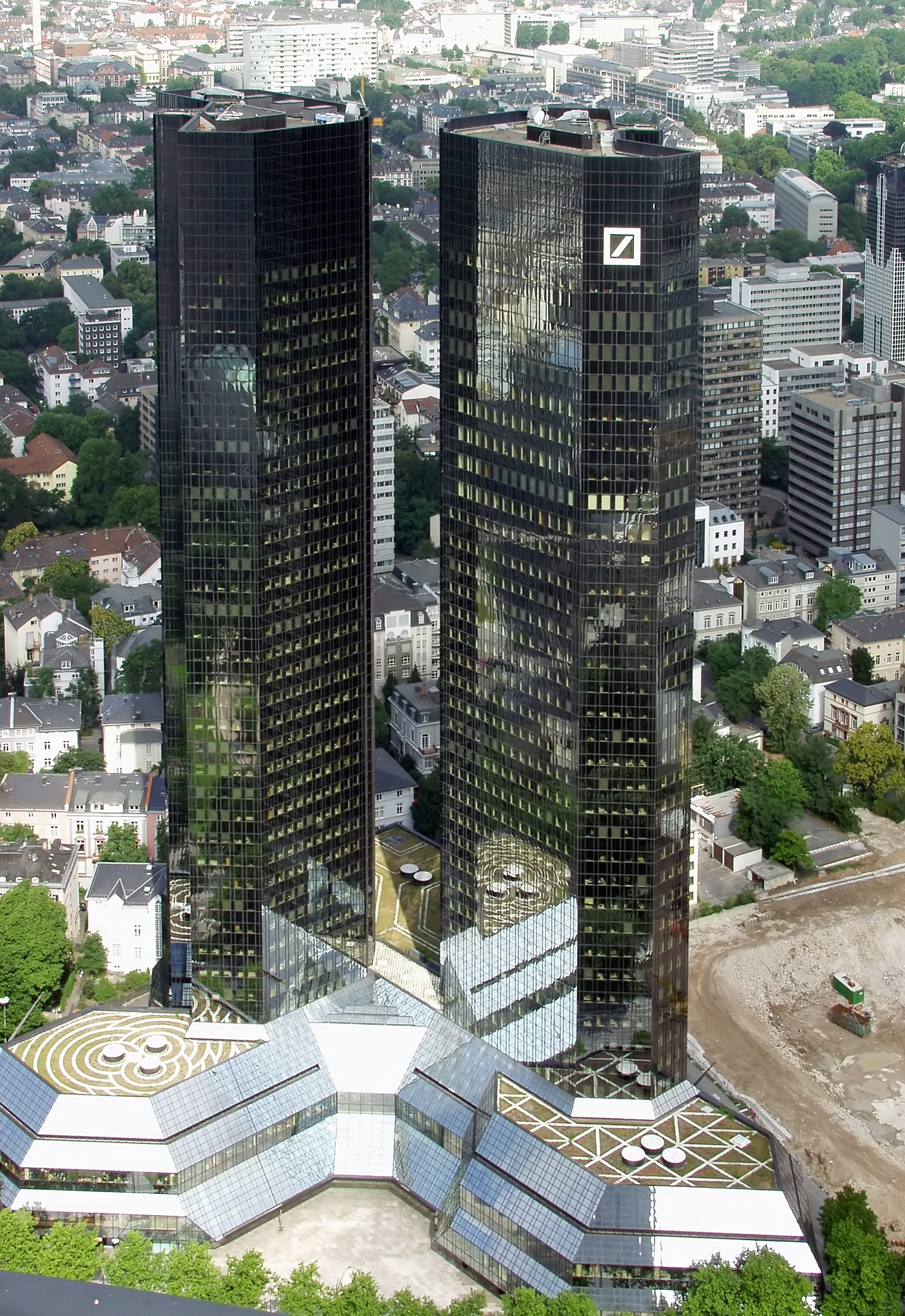
Главная контора (штаб-квартира) Deutsche Bank (Франкфурт-на-Майне, Германия)

Штаб-кварти́ра — первоначально место дислокации штаба формирования вооружённых сил государства, позже этот термин стали применять для придания важности месту размещения главной конторы (офиса) компании, организации, предприятия, где сконцентрирована большая часть основных функций, как правило, находятся её руководство и совершенные управленцы (топ-менеджеры).
Штаб-квартира (главная контора, офис) обычно содержит в себе головную часть корпорации и берёт на себя полную ответственность за общую успешность корпорации, а также обеспечивает корпоративное управление. Штаб-квартира компании является ключевым элементом корпоративной структуры и охватывает различные корпоративные функции, такие как стратегическое планирование, корпоративные коммуникации, налоговые, правовые, маркетинговые, финансовые, HR, IT, закупочные (СРО).
Штаб-квартира включает в себя генерального директора как ключевую фигуру и его вспомогательный персонал, такой как директор офиса и другие служащие, связанные с генеральным директором; осуществляет функцию «корпоративной политики», то есть содержит в себе все корпоративные функции, необходимые, чтобы направить фирму в нужном рынку направлении путём определения и создания корпоративной политики.

## Штаб-квартира филиала или представительства
В этом случае штаб-квартира обычно включает в себя руководителя подразделения и его персонал, а также все функции для управления бизнес-единицы и оперативной деятельности. Глава подразделения несёт ответственность за общий результат подразделения.

## Региональная штаб-квартира
Штаб-квартира иногда работает в главном региональном подразделении и контролирует деятельность всех подразделений, принимая на себя полную ответственность за общую прибыльность и успешность этого регионального блока.

## Примечание
1. ↑  DLF Building India | Contact us | Corporate Office. Dlf.in. Дата обращения: 8 января 2014. Архивировано из оригинала 2 января 2014 года.